# Sangre de Welsungos
Sangre de Welsungos es una novela de Thomas Mann. Escrita en 1906 pero no publicada hasta 1921, que satiriza el drama musical La valquiria de Richard Wagner al describir el narcisismo esnob y la relación incestuosa de los ricos judíos mellizos Siegmund y Sieglind. El título alude a un pasaje de La valquiria, en el que Sigmundo insta a su hermana melliza Siglinda a cometer incesto (y adulterio) con las palabras "novia y hermana eres para tu hermano, florece aquí, pues, ¡sangre de los welsungos!". Los Welsungos son una familia germánica legendaria.
La historia es una de las obras más controvertidas de Thomas Mann, debido a las ideas estereotipadas y la caracterización considerada como antisemita de los personajes. Mann impidió la publicación prevista en el Neue Rundschau debido a trastornos en la casa Pringsheim.

## Trama

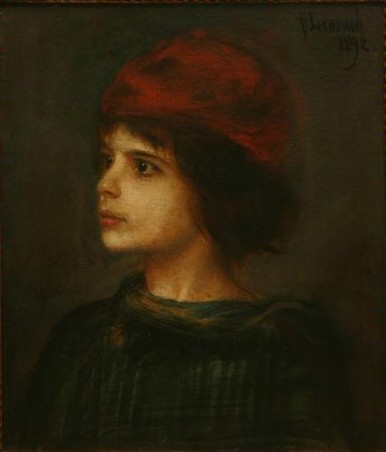
Se dice que Katia Pringsheim, junto con su hermano mellizo Klaus, inspiró a Thomas Mann para crear a los hermanos Sieglind y Siegmund.
(pintura de Franz von Lenbach, 1892)

El Sr. Aarenhold es un ciudadano judío que trabajó como empresario minero y canalizó un "enorme e inagotable flujo de oro en sus arcas". En la villa familiar aún viven sus hijos adultos, Kunz y Maerit, y sus mellizos de diecinueve años, Siegmund y Sieglind. Mientras que los hermanos mayores prosiguen con su trabajo o educación (Kunz está en el ejército, Maerit está estudiando derecho), los mellizos desprecian la normalidad burguesa y el hacer carrera. Mimados por el destino, están absortos en sí mismos, amándose "unos a otros por el bien de su exquisita inutilidad. Pero lo que hablaban era escrito aguda y brillantemente".
Siegmund ha renunciado nuevamente a estudiar historia del arte, no solo porque para sus nervios olfativos sus compañeros de estudios se bañaban muy pocas veces, sino también porque él mismo reconoció su mediocre talento para el dibujo y está lejos de tener “esperanzas ardientes en su arte. Sieglind está comprometida y está a punto de casarse con el funcionario ministerial von Beckerath. Al comienzo de la historia, von Beckerath ha sido invitado al segundo desayuno de los Aarenholds. Los hermanos de lengua afilada se burlan de él sin piedad, sin que el pueda lidiar con ellos retóricamente en lo más mínimo. Su reacción se mantiene débil, y los mellizos, llenos de desprecio por su "trivial existencia", no esperan otra cosa de él: "Aceptaron su pobre respuesta como si pensaran que era apropiada para él y que su forma de defenderse no precisaba del humor".  Cuando Siegmund, con fingida cortesía formal, le pide a Beckerath su "gracia y misericordia" para permitir que él y su hermana asistan a la La Valquiria de Richard Wagner por última vez la misma noche antes de la boda, y el prometido accede de manera amistosa, resulta que Siegmund hace tiempo que compró las entradas.
Por la tarde empieza a nevar. Mientras los copos caen, los mellizos suben al carruaje suavemente calentado. “Estaban en el corazón de la ciudad. Las luces brillaron detrás de las cortinas. Alrededor del rítmico golpeteo de los cascos de sus caballos, alrededor de la silenciosa velocidad de su carruaje, que los transportaba flexiblemente sobre terreno irregular, los mecanismos de la gran vida rugían, resonaban y retumbaban. Y apartados de él, suavemente protegidos de él, se sentaron tranquilamente en la tapicería de seda marrón acolchada, tomados de la mano".
Al llegar a la ópera, se encuentran, no por primera vez, con sus propios reflejos en los hijos de los dioses nórdicos, Siegmund y Sieglind, y son testigos triunfantes de cómo Sieglind usa una fuerte poción mágica para poner al odiado Hunding, que le fue impuesto como marido, en un sueño profundo, para luego poder dedicarse por completo a su pasión por Siegmund. Fascinados, los mellizos escuchan el amoroso frenesí musical de sus contrapartes. Durante los descansos en el teatro, casi no hablan y pasean lentamente por los pasillos y escaleras como en trance, chupando aparentemente con indiferencia las “cerezas de coñac” y los “dulces marrasquino” que han traído consigo.
En el camino de retorno a casa, los dos vuelven a sentarse en silencio en el carruaje, "aislados de la vida cotidiana". Se separan después de una reunión rápida y taciturna en la mesa de la cena, pero Siegmund, que se ha retirado a su dormitorio, tiene claro que Sieglind aparecerá de nuevo y, como siempre, le deseará buenas noches. Frente al espejo, comienza a ensayar las poses teatrales que acaba de ver, luego, como su modelo de ópera, arrastra los pies trágicamente hacia la piel de oso que yace en el suelo, y se tumba allí, “absorbido en la visión de su propio reflejo”, como si estuviera exhausto. Cuando Sielind se acerca a él, ya medio desnuda para la noche, al principio se horroriza, creyendo que está herido o enfermo. Preocupada como su figura de teatro, se arrodilla junto a él y comienza a acariciarlo. "Su cabello suelto caía sobre su bata blanca abierta. Bajo el encaje de su corpiño, Siegmund vio sus pequeños pechos, el color de su piel como espuma de mar ahumada. "
Siegmund intenta al principio resistir sus besos. Sin embargo, cuando "la mira de la misma manera que se miraba a sí mismo" y una vez más se da cuenta de que "ella es como él", todas las barreras se rompen. Como en un "acto de venganza" contra el torpe Hunding alias Beckerath, ambos se embriagan "como desesperados" con sus "caricias, que invadían y se convertían en un tumulto precipitado y al final no eran más que sollozos".
Todavía aturdidos, recuperan la conciencia. Después de la pregunta avergonzada de Sieglind sobre qué está pasando con Beckerath, Siegmund, después de quedarse sin palabras inicialmente, encuentra el camino de regreso a su antigua elocuencia y al mismo tiempo explica la relación incestuosa de los hermanos con el futuro estado permanente: Beckerath "debería estarnos agradecido. A partir de ahora va a llevar una existencia menos trivial."

## Publicación
La novela iba a ser publicada por primera vez en el periódico literario Neue Rundschau en 1906, pero tras una conversación con su cuñado Klaus Pringsheim, Thomas Mann la retiró el 15 de diciembre, ya que temía discusiones con la familia de su esposa Katia, si el público entendía la obra como una narrativa clave. Al igual que los personajes del título, que entablan una relación incestuosa en la historia, Katia y su hermano Klaus eran mellizos y provenían de una rica familia judía. Como resultado, la edición de enero de Neue Rundschau tuvo que ser reimpresa. Según los recuerdos de varios testigos presenciales, se dice que el empleado de una librería de Munich guardó hojas de desecho de la novela, que Fischer Verlag había utilizado como papel de envolver para otros libros, por lo que rumores sobre el contenido de la historia circularon en Munich También se dice que circularon copias privadas de la historia.
No fue hasta 1921 que la historia se publicó en forma de libro, ilustrada por Thomas Theodor Heine, como una impresión privada de Phantasus-Verlag. Esta edición fue publicada en 1975 por Aufbau-Verlag  de Berlín y Weimar como una reimpresión fotomecánica. En 1958, la historia se incluyó en la edición completa de las obras de Mann. En comparación con la versión original, Mann suavizó el final en las versiones publicadas más tarde y reemplazó el remate final "¡Le pusimos los cuarnos al Goi!" con la versión dada anteriormente. Thomas Mann le debía el vocablo "begafnet" al padre de Katia, Alfred Pringsheim. Su suegro sin embargo, no sabía qué tenía Mann en mente cuando le pidió una expresión en yiddish para un novio con cuernos. Katia Mann comentó esto en 1973 en sus Memorias no escritas : "Si Thomas Mann hubiera tenido la impresión de que había una relación ilícita entre mi hermano y yo, habría roto conmigo de inmediato o lo habría mantenido en secreto, pero no lo habría hecho público en una novela. Estaba claro como el día que tal cosa no podría haber sucedido."
Wilhelm Emanuel Süskind, un periodista del Süddeutsche Zeitung comentó decenios después: "Habríamos sabido hace mucho tiempo, qué impresión profunda y silenciosamente escandalosa debieron causar los mellizos Katja y Klaus Pringsheim en el Múnich contemporáneo poco después del cambio de siglo, si el padre Pringsheim, en su comprensible horror, no se hubiera ocupado de que la narración de su yerno quedara fuera de circulación incluso antes de que ser imprimida."

## Interpretación
El personaje de Siegmund se caracteriza por un esteticismo y un narcisismo extremos. “Es el decadente por excelencia. Siguiendo el patrón de la novela À Rebours de Huysmans, publicada en 1884, que pronto fue considerada como un manifiesto de decadentismo, Siegmund vive con su hermana Sieglind 'contra la corriente' - à rebours - de la despreciada normalidad burguesa. Pasa horas acicalándose frente a su salón de espejos, se empolva y se perfuma, se afeita dos veces al día y cambia de corbata varias veces. Está claramente dibujado como andrógino y, por lo tanto, se puede encontrar en su hermana: "Eres como yo." Así, la unión con la hermana demuestra menos un acto incestuoso que un goce narcisista de sí mismo.
El incesto cometido en la cursi piel de oso polar, es “una cifra de estéril autoabsorción”, que apunta a un “hábito no creativo” y, por lo tanto, se convirtió en un “motivo favorito de la época”, y también incluye una alusión irónica de Thomas Mann al esteticismo de su tiempo. En su autoestilización, Siegmund solo puede imitar torpemente lo que experimenta en el escenario (el incesto en La valquiria también ocurre sobre una piel de oso), pero no es capaz de ser productivo en las artes. Su riqueza se lo impide: “Era demasiado sagaz para no comprender que las condiciones de su existencia para el desarrollo de un don creativo no eran precisamente las más favorables. Porque "la decoración de la vía era tan rica, tan multifacética, tan sobrecargada que casi no había lugar para la vida misma'. “ El lujo de la vida burguesa paraliza la capacidad creativa de Siegmund. El autor tiene tanta simpatía con su figura negativa, que en el sufrimiento instintivo sobre su carencia creativa permite reconocer el credo típico del artista de Mann:

Ein Schmerz war in Siegmunds Brust, ein Brennen oder Zehren, irgend etwas wie eine süße Drangsal - wohin? wonach? Es war so dunkel, so schimpflich unklar. Er fühlte zwei Worte: Schöpfertum ... Leidenschaft. Und während die Hitze in seinen Schläfen pochte, war es wie ein sehnsüchtiger Einblick, daß das Schöpfertum aus der Leidenschaft kam und wieder die Gestalt der Leidenschaft annahm. [...] Er sah sein eigenes Leben an, dies Leben, das sich aus Weichheit und Witz, aus Verwöhnung und Verneinung, Luxus und Widerspruch, Üppigkeit und Verstandeshelle, reicher Sicherheit und tändelndem Haß zusammensetzte, dies Leben, in dem es kein Erlebnis, nur logisches Spiel, keine Empfindung, nur tötendes Bezeichnen gab.
Había dolor en el pecho de Siegmund, un ardor o enflaquecimiento, algo así como una dulce aflicción, ¿adónde? ¿qué? Estaba tan oscuro, tan vergonzosamente confuso. Sintió dos palabras: creatividad... pasión. Y mientras el calor golpeaba sus sienes, fue como una percepción anhelante de que la creación surgió de la pasión y tomó la forma de la pasión nuevamente. […] Miró su propia vida, esa vida hecha de dulzura y de ingenio, de mimos y de negación, de lujo y de contradicción, de lujuria y de claridad intelectual, de rica seguridad y de rencoroso odio, de esa vida en la que no hubo experiencia, solo juego lógico, sin sensación, solo etiquetas asesinas.

Aquí se indica el conflicto artista-ciudadano, tan constitutivo de la obra de Thomas Mann. Thomas Mann también temía perder su productividad artística por el lujo que le permitía su  casamiento con Katia Pringsheim. Para él, la espada de Damocles del amenazante diletantismo pendió siempre sobre esa vida despreocupada. Sin embargo, Thomas Mann no solo fue consciente de este peligro, sino que, a diferencia de Siegmund, supo aprovechar la prosperidad: “Oh, la riqueza es algo bueno […]. Soy lo suficientemente artista, lo suficientemente corruptible como para dejarme encantar. Porque la base de su arte es siempre la pasión, que le gustaría mantener en vista de las nuevas y mejores condiciones de vida.

## Adaptaciones
La novela fue filmada con el mismo título en 1964, dirigida por Rolf Thiele. Los actores fueron: Rudolf Forster (Conde Arnstatt) - Margot Hielscher (Condesa Isabella) - Michael Maien (Siegmund) - Gerd Baltus (Beckerath) - Elena Nathanael (Sieglind). La cantante Ingeborg Hallstein tuvo una aparición especial en el pequeño papel de la condesa Marit Arnstadt.